# Men at Work (Fernsehserie)
Men at Work (englisch für „Männer bei der Arbeit“) ist eine US-amerikanische Sitcom, die von 2012 bis 2014 für den Fernsehsender TBS produziert wurde. Die Serie ist im deutschsprachigen Raum seit dem 22. März 2013 auf dem Pay-TV-Sender TNT Serie zu sehen.

## Handlung
Die Serie handelt von Milo Foster (Danny Masterson), einem Mann, der frisch aus seiner langjährigen Beziehung mit seiner Freundin Lisa kommt und sich wieder an das Single-Leben gewöhnen muss. Seine drei besten Freunde und Arbeitskollegen Tyler, Gibbs und Neal (Michael Cassidy, James Lesure, Adam Busch) – Letzterer als einziger in einer Beziehung mit seiner Freundin Amy (Meredith Hagner) –, versuchen ihm dabei zu helfen. Die vier Freunde arbeiten zusammen bei einem Magazin namens Full Steam (zu Deutsch: „Volldampf“). Besitzer des Magazins ist Amys Vater.

## Produktion
Die Entwicklung der Serie wurde im Mai 2011 von TBS bekannt gegeben. Die Serie wurde von Breckin Meyer, der auch als Ausführender Produzent neben Jamie Tarses und Julia Franz arbeitet, und den Produktionsgesellschaften, Sony Pictures Television und Fanfaren Productions erstellt.
Am 26. August 2011 bestellte TBS die Pilotfolge für Men at Work.
Im September 2011 wurden Danny Masterson, James Lesure, Adam Busch und Michael Cassidy als die vier Hauptrollen bekannt gegeben.
Am 6. Januar 2012 gab TBS die erste Staffel in Auftrag, mit insgesamt 10 Folgen, und setzte die Premiere auf den 24. Mai 2012 fest. Die Produktion der ersten Staffel begann im April 2012.
Gaststars der ersten Staffel Men at Work sind unter anderem Amy Smart, Julian Morris, J. K. Simmons, Melissa Claire Egan, Ethan Suplee, Stacy Keibler, Kathy Najimy, Josh Hopkins, Kevin Pollak, Christopher Masterson, Wilmer Valderrama, Alexandra Breckenridge, Joel David Moore, Laura Prepon, William Baldwin und Richard Riehle.
Gaststars der zweiten Staffel Men at Work sind unter anderem Ashton Kutcher, Peri Gilpin, Sarah Wright, Stephanie Lemelin, Marsha Thomason, Mark-Paul Gosselaar, Jessica Szohr, Seth Green, J. K. Simmons, John Michael Higgins, Joel David Moore, Benjamin McKenzie, Bethany Joy Lenz, Maz Jobrani, Kevin Corrigan und Jason Lee.
Eine dritte Staffel der Serie, welche wiederum aus zehn Episoden besteht und seit dem 15. Januar 2014 gesendet wird, wurde im August 2013 bestellt.
Im Mai 2014 wurde bekannt, dass TBS keine vierte Staffel bestellen würde, womit die Serie abgeschlossen ist.

## Figuren
Milo Foster
Im Mittelpunkt der Serie steht zunächst Reporter Milo Foster. Verkörpert durch Danny Masterson, der durch seine Besetzung in Die Wilden Siebziger bekannt wurde, in der er neben Ashton Kutcher, Mila Kunis und anderen ebenfalls zu den Hauptrollen gehörte. Masterson spielt die Rolle von Milo, einem erst kürzlich von seiner Freundin verlassenen Mann, dessen Freunde versuchen ihm zu helfen, wieder auf die Beine zu kommen. Dabei gehen die Methoden der Freunde teilweise in komplett verschiedene Richtungen. Schon nach kurzer Zeit wird der Fokus auf Foster fallen gelassen und die Serie gibt allen vier Hauptfiguren in etwa denselben Spielraum.
Tyler Mitchell
Michael Cassidy spielt unter den vier Freunden den etwas spießigen, aber stylischen Tyler Mitchell. Er ist Journalist für den Lifestyle- und Entertainmentbereich. Für diesen Bereich ist er perfekt gemacht, da er auch im Leben viel von Lifestyle versteht. Dementsprechend weiß Tyler, was die Frauen wollen, und spielt diese Karten so aus, um beim anderen Geschlecht die richtigen Weichen zu stellen.
Gibbs
Ebenfalls erfolgreich beim anderen Geschlecht ist Gibbs (James Lesure). Als Fotograf braucht man den Blick für die schönen Dinge des Lebens und genau so ist es bei ihm in puncto Frauen. So gelingt es ihm mit seiner Redegewandtheit und seiner positiven Art, anziehend auf das weibliche Geschlecht zu wirken.
Neal Bradford
Adam Busch spielt die Rolle des Neal und arbeitet bei Full Steam als Buchhalter. Er ist der einzige aus der Gruppe, der eine Freundin hat, was sein Leben nicht gerade leichter macht. Er ist eher der schüchterne, häusliche Typ, der es gerne bequem im Leben hat, was dazu in Widerspruch gerät, dass der Vater seiner Freundin der Chef von Full Steam ist. Zu Beginn der dritten Staffel trennt sich Amy von Neal, nachdem dieser ihr einen Heiratsantrag gemacht hatte.
Amy Jordan
Meredith Hagner bekam die letzte Hauptrolle und spielt Amy, Neals Freundin, deren Vater der Eigentümer des Magazins ist. Sie ist ein lebensfroher Mensch, der eigentlich immer gut gelaunt ist. Ihr Vater ist von Neal alles andere als begeistert. Schwierig ist für Neal zudem ihre Vorliebe für Dirty Talk, womit dieser nichts anfangen kann.

## Besetzung und Synchronisation
Die deutsche Synchronisation entsteht durch die Synchronfirma Scalamedia in München. Die deutschen Dialogbücher stammen aus der Feder von Hubertus von Lerchenfeld, der auch die Dialogregie führt. 
| Rolle          | Schauspieler    | Staffel | Synchronsprecher         |
| -------------- | --------------- | ------- | ------------------------ |
| Milo Foster    | Danny Masterson | 1–3     | Dominik Auer             |
| Tyler Mitchell | Michael Cassidy | 1–3     | Ozan Ünal                |
| Neal Bradford  | Adam Busch      | 1–3     | Hubertus von Lerchenfeld |
| Gibbs          | James Lesure    | 1–3     | Matti Klemm              |
| Amy Jordan     | Meredith Hagner | 1–3     | Shandra Schadt           |